# Vladímir Bets
Vladímir Alekséievich Bets (en ucraniano: Володи́мир Олексійович Бец, en ruso: Влади́мир Алексе́евич Бец; 26 de abril de 1834, Oster, Ucrania - Kiev, 12 de octubre de 1894) fue un médico y científico ucraniano, especializado en anatomía e histología. Fue profesor de la Universidad de Kiev. Uno de sus descubrimientos más importantes fue describir las neuronas piramidales gigantes que se encuentran en la región motora de la corteza cerebral y reciben en su honor el nombre de células de Betz.

## Biografía
Nació el 26 de abril de 1834 en la pequeña ciudad de Ostra, al norte de Ucrania, que en aquel tiempo formaba parte del Imperio Ruso. En 1853 inició sus estudios de medicina en la Facultad de Medicina de San Vladimiro en Kiev, donde destacó por sus magníficas calificaciones. Tras terminar la carrera en 1860, fue nombrado ayudante del departamento universitario de anatomía. Más tarde amplió su formación en Alemania y Austria, donde tuvo por maestros a algunos de los más eminentes especialistas en anatomía y fisiología de Europa.
En 1863 volvió a Ucrania, obteniendo el grado de doctor con una tesis titulada: Los mecanismos de circulación del hígado. Realizó investigaciones histológicas sobre las glándulas suprarrenales, riñón y hueso, a partir de 1860 comenzó a estudiar la estructura miscroscopica del sistema nervioso, este interés por el cerebro se vio incrementado con la lectura en 1863 de la obra del fisiólogo Iván Séchenov titulada Reflejos del cerebro.
En 1869 fue nombrado jefe del departamento de anatomía de la facultad de San Vladimiro y en 1870 profesor universitario. A partir de 1871 ejerció como neurólogo en el hospital de San Cirilo de Kiev, actualmente llamado Iván Pávlov. Realizó numerosas innovaciones técnicas para mejorar las preparaciones de tejidos y observarlas con mayor nitidez mediante el microscopio, asimismo formó una enorme colección de 8941 cerebros, pertenecientes a humanos sanos, afectos de diferentes enfermedades y animales, incluyendo monos, perros y ratas.
Su principal descubrimiento fue el de las neuronas piramidales gigantes que se encuentran en la quinta capa de la corteza cerebral motora (células de Betz), este hallazgo es de una importancia excepcional y permite entender el funcionamiento del cerebro, explicando de donde provienen las largas fibras nerviosas que se extienden
a lo largo de la médula espinal, para establecer sinapsis con las neuronas motoras de las astas anteriores de la médula espinal, que son las que envían los impulsos nerviosos a los músculos, haciendo posible los movimientos voluntarios. La descripción original fue publicada en el artículo Anatomischer Nachweis Gehirncentra (1874).

## Algunas publicaciones
- "On the hepatic blood circulation" (1863)

- "A new method of human Central nervous system exploration" (1870)

- "On the grouping of the convolutions of human brain" (1871)

- "Two centers in the human brain cortex" (1875)

- "An anatomy of the human brain surface, with an atlas and 86 tables" (1883)

- "Historical figures of the Russian South-West" (1883, con el prof. B.A. Antonovich)